# 高橋誠種
高橋 誠種（たかはし ますたね）は、幕末の豊後国日田代官所勤務の幕臣。幕末の外国奉行の川路聖謨・井上清直や、西国郡代窪田鎮勝らの祖父。通称は小太夫。
高橋光種の流れを汲む筑後国の高橋氏の一族。誠種の次男の秀種が窪田鎮勝の父。誠種の娘が川路聖謨・井上清直兄弟の母（聖謨・清直の父は、日田代官所属吏の内藤吉兵衛歳由）。